# Joseph Bramah

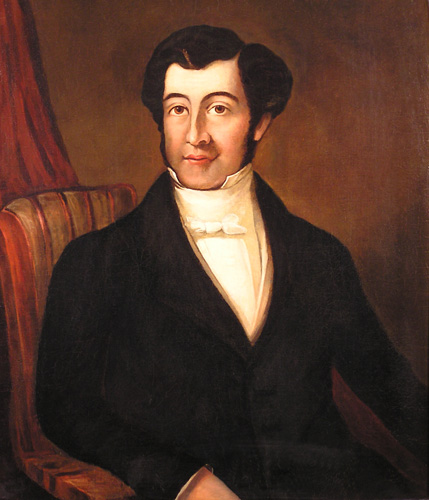
Joseph Bramah, 1778.

Joseph Bramah (Wentworth, 13 april 1748 - Pimlico 9 december 1814) was een Engels werktuigbouwkundige en uitvinder, onder andere bekend van zijn uitvinding van de hydraulische pers en het veiligheidsslot. Hij was ook van belang voor de industriële revolutie in Engeland.

## Biografie
Bramah werd geboren op de Stainborough Lane Farm nabij het dorp Wentworth in het graafschap South Yorkshire. Hij ging naar school in Silkstone en werd voorbestemd om zijn vader op te volgen op de boerderij. Op zestienjarige leeftijd raakte hij echter gewond aan zijn enkel, en kon niet meer werken in de landbouw. Als kind had hij al enige instrumenten ontworpen en gebouwd. Na zijn ongeval werd hij in het dorp leerling-timmerman, en kreeg een ambachtelijke opleiding. Na deze opleiding vestigde hij zich in London als meubelmaker gespecialiseerd in kabinetten en later ook slotenmaker.
Op latere leeftijd deed Bramah verschillende uitvindingen op het gebied van de hydraulica. Onder zijn uitvindingen waren een hydraulische pers, pompen voor waterleidingbedrijven, een watercloset, een waterklok en een bierpomp, die tegenwoordig nog wordt gebruikt in Engelse pubs. Hij ontwierp echter nog veel meer en verkreeg patenten voor onder andere een veiligheidsslot, een machine voor het nummeren van bankbiljetten, een apparaat voor het slijpen van ganzenveren voor het schrijven, en diverse verbeteringen van de stoommachine, met name het boilergedeelte.
Bramah's werkplaats wordt wel beschouwd als een denktank van de vroege industrialisatie. Daar werkte ook de jonge Henry Maudslay, die later bekend werd als de uitvinder van de precisiedraaibank, een belangrijke bijdrage in de ontwikkeling tot de moderne werktuigmachines.

## Publicaties
Werk van Bramah:
- 1785, A dissertation on the construction of locks

Over Bramah:
- Ian McNeil (1968) Joseph Bramah: A Century of Invention, 1749–1851. New York : A. M. Kelley